# Josh Payne
Josh Payne (Gravesend, 10 december 1993) is een Engelse darter die uitkomt voor de PDC. Van 2012 tot 2013 speelde Payne voor de BDO, maar stapte vervolgens over naar de PDC. Daar bereikte hij in 2017 de finale van het PDC World Youth Championship, waarin hij met 6-3 in legs verloor van Dimitri Van den Bergh.

## Resultaten op Wereldkampioenschappen

### PDC
- 2017: Laatste 64 (verloren van Terry Jenkins met 1-3)
- 2019: Laatste 64 (verloren van Dave Chisnall met 2-3)
- 2020: Laatste 64 (verloren van Dimitri Van den Bergh met 0-3)

### PDC World Youth Championship
- 2013: Laatste 32 (verloren van Dean Finn met 5-6)
- 2014: Laatste 16 (verloren van Jack Tweddell met 4-6)
- 2015: Kwartfinale (verloren van Nathan Aspinall met 4-6)
- 2016: Laatste 64 (verloren van Max Hopp met 1-6)
- 2017: Runner-up (verloren van Dimitri van den Bergh met 3-6)

## Resultaten op de World Matchplay
- 2016: Laatste 32 (verloren van Robert Thornton met 7-10)